# Samo nebo zna (2005.)
Samo nebo zna (eng. Just like Heaven) američka je romantična komedija iz 2005. godine. Režiju potpisuje Mark Waters, a film je nastao prema djelu francuskog književnika Marka Levya Et si c'etait vrai.... U filmu igraju Reese Witherspoon, Mark Ruffalo, Ivana Miličević i drugi.

## Radnja
Elizabeth Masterson (Reese Witherspoon) je liječnica koja radi toliko naporno da najčešće nema vremena ni za što i ni za koga, ali to njezinu sestru neće spriječiti da joj ugovori spoj na slijepo. Na putu kući Elizabeth doživi prometnu nesreću nakon koje pada u tromjesečnu komu. Za to vrijeme, u njezin se stan useli udovac David (Mark Ruffalo), koji od smrti svoje supruge prekomjerno pije. To mu jednom prilikom prigovori Elizabethin duh, kojega, izgleda samo David može vidjeti i čuti, što on pripiše svojem pijanstvu. Uskoro mu postaje jasno da je njezin duh stvaran stoga kreću u potragu za pravom Elizabeth jer se ona ne sjeća tko je i čime se bavi. Jedino se od svih susjeda mlade Elizabeth djelomično prisjeća djevojka Katrina (Ivana Miličević) koja pokušava zavesti Davida. Jedan nesretni događaj u restoranu kojem su svjedočili David i Elizabethin duh, vraća Elizabeth sjećanje te uskoro otkriva da je liječnica. Nakon toga saznje sve o sebi, ali i počinje borba za njezin život te se njih dvoje počinju jedno u drugo zaljubljivati.

## Uloge
- Reese Witherspoon kao dr. Elizabeth Masterson
- Mark Ruffalo kao David Abbot
- Ivana Miličević kao Katrina
- Jon Heder kao Darryl
- Donal Logue kao Jack
- Dina Waters kao Abby Brody
- Rosalind Chao kao dr. Fran Lo
- Ben Shenkman kao dr. Brett Rushton
- Joel McKinnon Miller kao istjerivač duhova
- Caroline Aaron kao Grace
- Kerris Dorsey kao Zoe Brody
- Alyssa Shafer kao Lily Brody

## Glazba
- Katie Melua izvodi uvodnu pjesmu koja je obrada hita "Just Like Heaven" britanskog rock sastava The Cure.[2]

## Vanjske poveznice
- Samo nebo zna u internetskoj bazi filmova IMDb-a